# U.S. Women's Hard Court Championships 1997
U.S. Women's Hard Court Championships 1997 — жіночий тенісний турнір, що проходив на відкритих кортах з твердим покриттям Stone Mountain Tennis Center в Атланті (США). Належав до турнірів 2-ї категорії в рамках Туру WTA 1997. Відбувсь утридцяте і тривав з 18 до 24 серпня 1997 року. Ліндсі Девенпорт здобула титул в одиночному розряді.

## Фінальна частина

### Одиночний розряд
Ліндсі Девенпорт —  Сандрін Тестю 6–4, 6–1
- Для Девенпорт це був 9-й титул за сезон і 27-й — за кар'єру.

### Парний розряд
Ніколь Арендт /  Манон Боллеграф —  Александра Фусаї /  Наталі Тозья 6–7, 6–3, 6–2
- Для Арендт це був 4-й титул за сезон і 13-й — за кар'єру. Для Боллеграф це був 5-й титул за сезон і 28-й — за кар'єру.